# Walentina Leonidowna Ponomarjowa
Walentina Leonidowna Ponomarjowa (russisch Валентина Леонидовна Пономарёва; geb. Kowalewskaja, * 18. September 1933 in Moskau; † 8. November 2023) war eine sowjetische Kosmonautenanwärterin, die zu keinem Raumflug kam. Sie war der 2. Ersatz für Walentina Tereschkowa beim Flug von Wostok 6.
Schon in der Schulzeit absolvierte Ponomarjowa eine Fallschirmsprungausbildung. 1957 schloss sie ein Ingenieurstudium am Moskauer Luftfahrtinstitut MAI ab. Anschließend arbeitete sie in der Abteilung für angewandte Mathematik der Akademie der Wissenschaften der UdSSR. 1951 lernte sie auf der Po-2 fliegen, 1952 wurde sie Mitglied des Zentralen Aeroklubs Tschkalow. Dort flog sie die Jak-18 und die MiG-15. 1956 nahm sie an der Luftparade in Tuschino teil.
Im April 1962 wurde sie als Kosmonautenanwärterin ausgewählt und absolvierte die Grundausbildung von April bis November 1962. Nach Ende der Ausbildung wurde sie zum Unterleutnant ernannt. Sie war die einzige Pilotin unter den sowjetischen Raumfluganwärterinnen und erzielte die besten Trainingsergebnisse der fünf Kandidatinnen. Bei Probeinterviews erschienen ihre Antworten der Auswahlkommission jedoch nicht staatstragend genug. Es wurde deshalb entschieden, dass Walentina Tereschkowa mit Wostok 5 den ersten Flug mit einer Frau an Bord durchführen sollte, Walentina Ponomarjowa war neben Schanna Jorkina eine Kandidatin für das zweite Raumschiff des geplanten Gruppenfluges. Im März 1963 fiel jedoch die Entscheidung, dass nur noch zwei Wostok-Flüge stattfinden sollten, und zwar als Gruppenflug eines Mannes und einer Frau. So flogen Waleri Bykowski mit Wostok 5 und Walentina Tereschkowa mit Wostok 6. Walentina Ponomarjowa war die 2. Ersatzpilotin von Wostok 6. Sie war auch als Kommandantin für Woßchod 5 vorgesehen, die einen 10- bis 15-tägigen Flug mit einer komplett weiblichen Besatzung einschließlich eines Ausstieges hätte durchführen sollen. Der Flug wurde aber nach dem Tod von Sergei Koroljow gestrichen.
1967 schloss sie ein Studium an der Militärakademie für Ingenieure der Luftstreitkräfte „Prof. N. J. Schukowski“ in Monino ab. Am 1. Oktober 1969 schied sie wie alle Kosmonautinnen aus dem aktiven Kosmonautenkorps aus und arbeitete anschließend bis 1988 in verschiedenen Funktionen im Juri-Gagarin-Kosmonautentrainingszentrum. 1974 promovierte sie zur Kandidatin der technischen Wissenschaften. Ab September 1988 arbeitete sie am Institut für Geschichte der Naturwissenschaft und Technik der Akademie der Wissenschaften der UdSSR (heute: Russlands) an der Erforschung der Ideen Ziolkowskis.
Walentina Ponomarjowa war ab 1972 mit dem Kosmonautenanwärter Juri Ponomarjow verheiratet und hatte zwei Kinder. Die Ehe wurde geschieden.
Sie starb am 8. November 2023 im Alter von 90 Jahren.